# Heywood (Norfolk)
Heywood is een civil parish in het bestuurlijke gebied South Norfolk, in het Engelse graafschap Norfolk met 222 inwoners.